# Callicostella limosa
Callicostella limosa är en bladmossart som beskrevs av Brotherus 1907. Callicostella limosa ingår i släktet Callicostella och familjen Hookeriaceae. Inga underarter finns listade i Catalogue of Life.